# Рыбак, Николай Петрович
Рыбак Николай Петрович (11 мая 1931, Одесская область — неизвестно, Кривой Рог) — советский водитель самосвала. Лауреат Государственной премии СССР за выдающиеся достижения в труде (1984).

## Биография
Родился 11 мая 1931 года на территории нынешней Одесской области.
Получил среднее образование. В 1958—1991 годах — водитель самосвала, автобуса на Центральном ГОКе (Кривой Рог).
Новатор производства, победитель соцсоревнований, инициатор трудовых починов. Достиг выдающихся успехов в работе. Среди первых в Кривбассе освоил 120-тонный самосвал Komatsu. Общественный деятель, член «Клуба миллионеров».
Умер в городе Кривой Рог Днепропетровской области.

## Награды
- Государственная премия СССР за выдающиеся достижения в труде (1984)[1];
- Орден Ленина[1];
- Орден Трудового Красного Знамени[1];
- Орден «Знак Почёта»[1];
- Орден Трудовой Славы 3-й степени[1];
- Почётная грамота Президиума Верховного Совета УССР[1].